# Oxypilus hamatus
Oxypilus hamatus es una especie de mantis de la familia Hymenopodidae.

## Distribución geográfica
Se encuentra en Benín, Ghana, Nigeria y Togo.